# Търговишче
Търговишче (на словенски: Trgovišče) е село в Словения, Подравски регион, община Ормож. Според Националната статистическа служба на Република Словения през 2015 г. селото има 218 жители.